# Водзицкий, Юзеф

герб Лелива

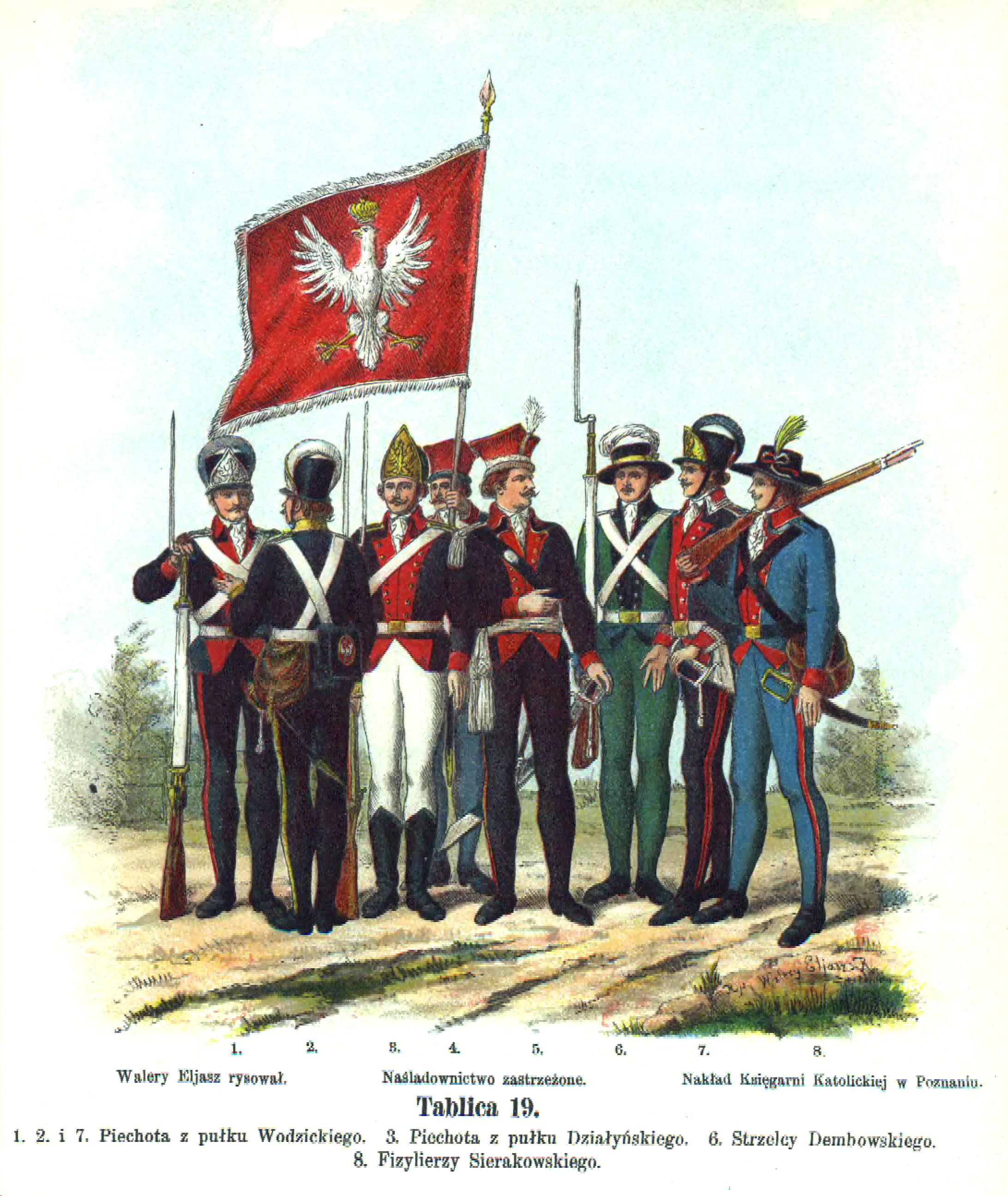
Повстанцы 1794 г., в том числе пехотинцы полка Водзицкого (№ 1,2,7)

Юзеф Водзицкий (пол. Józef Wodzicki (* около 1750 в Граново Великопольского воеводства Польша — † 1794) — генерал-майор польской армии, активный участник восстания Т. Костюшко.
Происходил из польского шляхетского рода герба Лелива .
В 1770—1776 служил в саксонской армии. Дослужился до звания поручика. Затем вступил в польскую армию, где в чине бригадира продолжил службу в кадетском корпусе в Варшаве.
Повышенный в звании до генерал-адъютанта находился в свите короля Станислава Августа Понятовского.
В 1782 назначен на должность командира польского коронного пехотного полка. В 1788 награждён орденом Святого Станислава.
С 1790 — в чине генерала.
Участник русско-польской войны (1792) г.
Во время военной кампании в Литве командовал королевским пехотным полком, состоявшим из 2 батальонов (400 штыков) .
После победы сторонников Тарговицкой конфедерации, поддержанных российскими и прусскими войсками, которая привела к упразднению Конституции 3 мая 1791 г. и отмене всех польских реформ, принятых Четырёхлетним соймом 1788—1792 гг. генерал Ю.Водзицкий остался на службе в качестве неофициального командира дивизии и начальника гарнизона в Кракове.
Он принял активное участие в подготовке восстания 1794 г. 24 марта 1794 г. польское войско под командованием генерала Водзицкого было выстроено на краковском рынке. Около полудня перед фронтом войска показался Т. Костюшко, которого приветствовали толпы народа. Вместе с войском генерал принес присягу на верность Костюшко, как главному начальнику восставших вооруженных сил.
Пехотный полк Водзицкого участвовал в боях поляков с русскими войсками.
4 апреля 1794 г. около деревни Рацлавице Малопольского воеводства он командовал своим полком в знаменитой битве под Рацлавицами.
В ходе сражения русско-прусского войска с отрядом польских повстанцев под Щекоцинами генерал Ю.Водзицкий был убит пушечным ядром.
Был похоронен в костеле капуцинов в Кракове.